# Tijuca (Rio de Janeiro)
Tijuca (ty ("water") en îuk ("rot") oftewel moeras in het Tupi) is een buurt in de Zona Norte van de stad Rio de Janeiro in Brazilië. Tijuca is gesitueerd tussen Praça da Bandeira, Maracanã, Vila Isabel, Andaraí, Grajaú, Alto da Boa Vista, Estácio en Rio Comprido.
De buurt heeft meer dan 160.000 bewoners.

## Verkeer en vervoer

### Metro
| Station                                       | Lijn |
| --------------------------------------------- | ---- |
| Station Estação Afonso Pena / Tijuca          |      |
| Station Estação Saens Peña / Tijuca           |      |
| Station Estação São Francisco Xavier / Tijuca |      |
| Station Estação Uruguai / Tijuca              |      |

## Geboren
- Antônio Carlos Jobim (1927-1994), songwriter, componist, zanger en pianist
- Tim Maia (1942-1998), artiest